# Provincia de Koulpélogo
Koulpélogo es una de las 45 provincias de Burkina Faso, su capital es Ouargaye.

## Departamentos (población estimada a 1 de julio de 2018)
La provincia está dividida en ocho departamentos:
- Comin-Yanga 61,970
- Dourtenga 13,717
- Lalgaye 21,616
- Ouargaye 47,127
- Sangha 65,092
- Soudougui 67,263
- Yargatenga 59,823
- Yondé 37,632